# قهرمان بریتانیایی هولوکاست

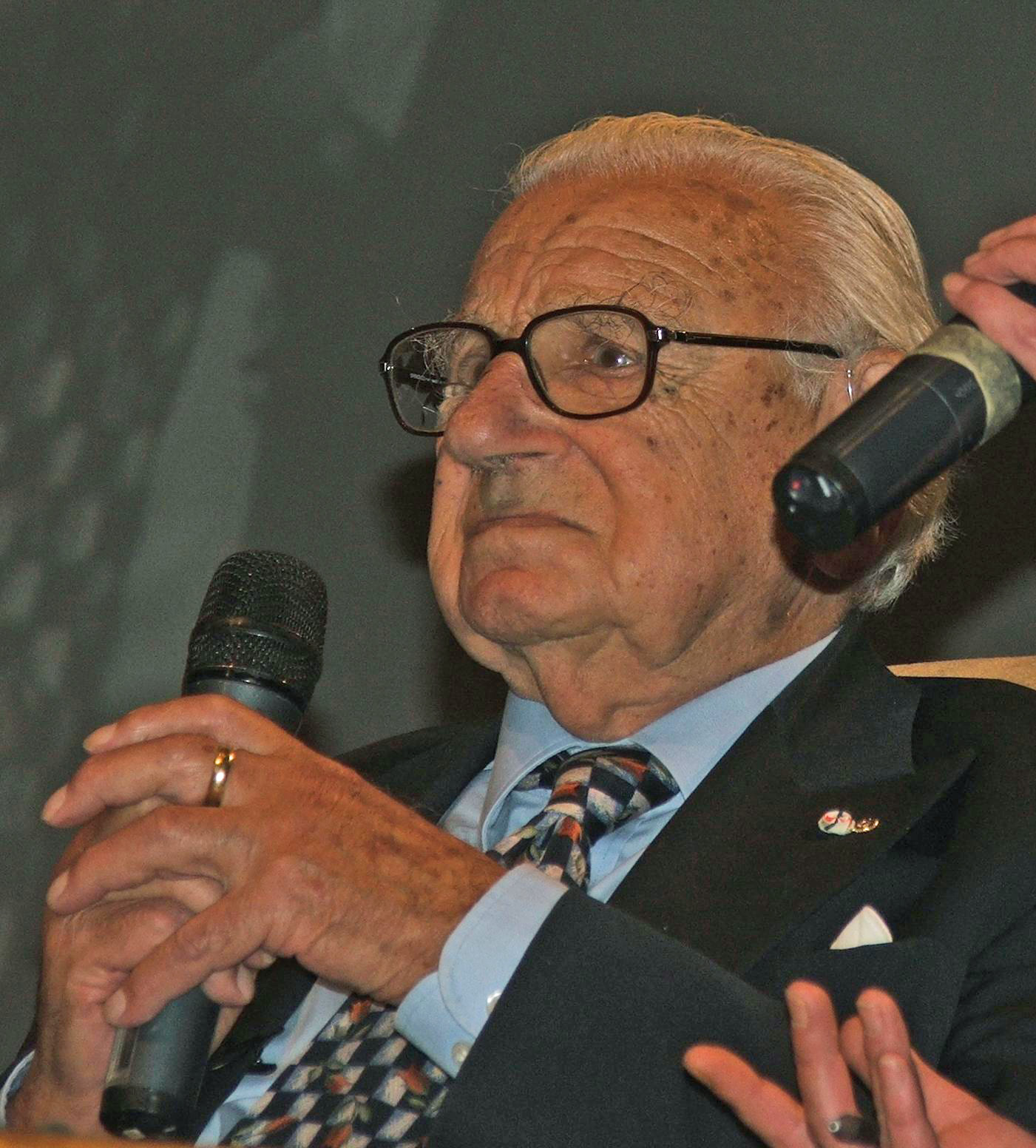
نیکلاس وینتون که عامل انتقال ۶۶۹ کودک عمدتا یهودی از دست آلمان نازی به انگلستان و از صاحبان جایزه قهرمان بریتانیایی هولوکاست است.

قهرمان بریتانیایی هولوکاست (به انگلیسی: British Hero of the Holocaust) یک جایزه ملی است که توسط دولت بریتانیا به شهروندان بریتانیایی که به نجات یهودیان از هولوکاست کمک کرده باشند تعلق می‌گیرد. این جایزه نخستین بار در ۹ مارس ۲۰۱۰ به ۲۷ نفر اعطا شد که از این میان ۲۵ نفر در قید حیات نبودند. مدال این جایزه از جنس نقره است. در یک روی آن عبارت «در خدمت بشریت» حک شده و در سمت دیگر آن به «از خودگذشتگی فرد در برابر خطر پیگرد، جهت نجات جان دیگران» اشاره شده.
از جمله برندگان این نشان می‌توان به شاهدخت آلیس باتنبرگ و نیکلاس وینتون اشاره کرد.